# Collège Jésus-Marie de Sillery
Pour les articles homonymes, voir Sillery.
Le Collège Jésus-Marie est une école mixte et laïque et accueille des élèves du préscolaire à la 5e année du secondaire. Celui-ci est membre de la Fédération des établissements d'enseignement privés du Québec.

## Son histoire
Le Collège a une histoire riche depuis plus de 150 ans.
- 1870 : Ouverture du couvent et du pensionnat par la congrégation des religieuses de Jésus-Marie.
- 1925 : Cours classique et affiliation à l’Université Laval. Premier collège classique féminin à Québec.
- 1955 : Constitution de la Corporation du Collège Jésus-Marie de Sillery
- 1964 : Formation du Collège Féminin de Québec (Jésus-Marie, Ursulines et Bellevue)
- 14 mai 1983 :  Incendie détruisant le « Vieux Collège »
- 1984 : Inauguration du « Nouveau Collège » et de la salle de spectacle Dina-Bélanger
- 2006 : Direction générale laïque.
- 2013 : Le Collège devient officiellement mixte à tous les niveaux de scolarité

L'école est située sur un vaste terrain surplombant le fleuve Saint-Laurent dans le quartier Sillery. Le bâtiment principal, datant de la fondation de l'établissement, a été détruit par un incendie en 1983. Lors de cet incendie il n'y a eu aucun blessé ni mort grâce à l'intervention de France Cantin et Marie Cantin. Deux nouveaux édifices de style moderne ont été reconstruits sur le même emplacement.

## Ses spécialités
Le Collège offre des programmes enrichis du préscolaire à la 5e année du secondaire.
Les grandes spécialités de JM sont :
- Le volet des Arts de la scène;
- Le volet des sports;
- Le volet programmation, robotique et sciences;
- Les cours de musique;
- Le programme d'éducation internationale (PEI)[3] est offert depuis 1995 à tous les élèves du secondaire : anglais enrichi et espagnol.